# 植木理恵
植木 理恵（うえき りえ、1975年（昭和50年） - ）は、日本の心理学者。

## 経歴
大分県大分市出身。大分県立大分上野丘高等学校卒業・お茶の水女子大学生活科学部人間生活学科（発達臨床心理学講座）卒業。東京大学大学院教育学研究科教育心理学コース博士課程を2003年に単位取得退学。2004年から2007年にかけて文部科学省特別研究員を務める。
日本教育心理学会に2000年に城戸奨励賞・2005年に優秀論文賞を授与される。現在は東京都内の総合病院のカウンセラーを務めている。
2014年1月1日放送の『ホンマでっか!?TV』スペシャルにて「一般人と結婚した」と共演者の門倉貴史に発言し、明石家さんまをはじめとした他の共演者に盛大に祝福されたが、2015年11月18日放送の同番組にて離婚を公表している。
2020年4月からYouTubeチャンネル「植木理恵の心理学チャンネル」を開設。身近で今使える心理学をわかりやすく解説したものを動画投稿している。

## 著書

### 単著
- 『出会いをドラマに変える2分の法則 - 第一印象の心理学』（東洋経済新報社、2006年、「好かれる技術 - 心理学が教える2分の法則」新潮文庫）
- 『困ったオンナを黙らせる技術』（サンマーク出版、2007年）
- 『シロクマのことだけは考えるな！ 人生が急にオモシロくなる心理術』（マガジンハウス、2008年、のち新潮文庫）
- 『人を見る目がない人 なぜ人は人を見誤るのか?』（講談社、2008年、「たった三回会うだけでその人の本質がわかる〜脳機能と心理学」講談社+α文庫）
- 『ネガティブな自分をゆるす本 ポジティブ・シンキングのとらわれをはずそう!』（大和出版、2008年）
- 『婚活の傾向と対策 恋愛心理の読解力が身につく演習問題50』（グラフ社、2009年）
- 『小学生が『うつ』で自殺している〜臨床現場からの緊急報告〜』（扶桑社新書、2009年）
- 『本当にわかる心理学 フシギなくらい見えてくる!』（日本実業出版社、2010年）
- 『『ココロのため息』がスーッとなくなる本 - 元気が出てくるメンタル・ギブの法則』（大和出版、2010年）
- 『ウツになりたいという病』（集英社新書、2010年）
- 『他人の心がカンタンにわかる！：植木理恵の行動心理学入門』（宝島社〈別冊宝島〉、2011年） のち（〈宝島SUGOI文庫〉、2012年）
- 『男ゴコロ・女ゴコロの謎を解く！：恋愛心理学』（青春出版社、2011年）
- 『人の心がまるごとわかる心理学〜なぜ人は買占めに走るのか？〜』（中経の文庫、2011年）
- 『脳は平気で嘘をつく：『嘘』と『誤解』の心理学入門』（角川書店〈角川ワンテーマ21〉、2011年）
- 『つい「凹んでしまう」から抜け出す本 すぐに効く「植木式セラピー」』（大和出版、2012年）
- 『ビジュアル図解心理学 ゼロからわかる!』（KADOKAWA、2013年）
- 『植木理恵の人間関係がすっきりする行動心理学』（宝島社、2016年）
- 『マンガでわかる! すぐに使える行動心理学』（宝島社、2016年）
- 『幸運を引き寄せる行動心理学入門』（宝島社、2017年）
- 『「やる気」を育てる！』（日本実業出版社、2018年）
- 『賢い子になる子育ての心理学』（ダイヤモンド社、2019年）
- 『図解 使える心理学大全』（KADOKAWA、2020年）
- 『サクセスフル・エイジング しあわせな老いを迎える心理学』（PHP研究所 2020年）

### 共著・監修
- 『「ぷち依存」生活のすすめ いまの人生をもっと楽しく生きるための心理学』（ヒデキ・ワダ・インスティテュート共著、和田秀樹監修、PHP研究所、2004年）
- 『別冊宝島　植木理恵の行動心理学入門 他人の心がカンタンにわかる!』（監修、宝島社、2011年、のち文庫）
- 『別冊宝島 植木理恵のココロをつかんで離さない心理テク』（監修、宝島社、2012年、「なぜあの人ばかりチヤホヤされるのか」文庫）
- 『植木理恵のすぐに使える行動心理学』（監修、宝島社、2012年）
- 『ココロの盗み方教えます→』（松原浩共著、光文社、2012年）
- 『30分でマスター!植木理恵の行動心理学レッスン 厳選コレクション』（監修、宝島社、2013年）
- 『薄毛の科学(おもしろサイエンス)』乾重樹他4名共著 （日刊工業新聞社 2016年）
- 『人間関係の困った! が100%解決する行動心理学』監修（宝島社 2018年）
- 『30日で学ぶ心理学手帳 (30日で学ぶ手帳シリーズ)』監修（日本能率協会マネジメントセンター 2020年）

### 翻訳
- バーバラ・フレドリクソン『Positivity～ポジティブな人だけがうまくいく 3：1の法則』（訳、日本実業出版社、2010年）
- ゲイル・ブランキ『Throw out fifty things〜今すぐ50個捨てなさい〜』（監訳、三笠書房、2011年）
- ハリエット・レーナー『「一生愛」のルール』（監訳、三笠書房、2012年）

## 出演番組
- ホンマでっか!?TV（フジテレビ、2010年3月15日 - ） - 番組内での肩書きは「心理評論家」。
- よく眠れる森のレストラン アナタのココロをおもてなし（2012年8月29日、NHK BSプレミアム） - 心理学解説。
- 英雄たちの選択（NHK、2014年 - ）

## 受賞歴
- 2000年 - 城戸奨励賞（日本教育心理学会）
- 2005年 - 優秀論文賞（日本教育心理学会）